# Садок доби відродження (картина)

Садок доби відродження (картина) — твір невідомого художника середини XVI століття що працював у Венеційській республіці.

## Опис твору

Центр картини.

Невідомий художник створив панорамне зображення приватного садка на віллі десь на террафермі. Венеційці з багатих родин у 16 ст. активно скуповували земельні ділянки на континенті і терраферма пережила справжній будівельний бум. Серед залучених до будівництва — архітектор Андреа Палладіо та низка менш обдарованих. Окрім невеличких палаців створюють сади нового типу, геометрично розплановані, прикрашені квітами, стриженими кущами, каналами і парковими містками. На картині великих дерев — обмаль, а сад ще справляє враження порожнього, бо він новий, молодий. Серед небагатьох садових прикрас — місток через канал, пергола, фонтан і альтанка, де зібралось шляхетне товариство та музики. Єдину стилістику простору підтримують численні герми чи то сатира, чи то бога природи Пана. Сад вже має вісь симетрії і відкриту галерею, другий поверх котрої візітери використовують для прогулянок.

## Спроби атрибуції
Видовжену дерев'яну стулку дослідили і помітили орнамент на звороті. Тобто, колись зображення було двостороннім. За припущеннями, це деталь ліжка багатого володаря, котре було прикрашене живописом. Це не єдиний випадок, коли у Венеції прикрашали живописом меблі багатої родини. В ранній період творчості цим займався той же Джорджоне.
Згодом ліжко розібрали, а видовжену дерев'яну стулку почали використовувати як декоративну картину.
На картині нема підпису і нема дати. Підказкою у датуванні стали модні шати шляхетного товариства. Модні сукні дам і високі капелюшки чоловіків вказують на приблизний вік картини, оскільки такий стиль одягу був характерний для 1560-х — початку 1570-х років.
Подібні композиції з садами створював фламандський художник Лодовіко Поццосеррато (бл. 1550 — бл 1605), котрий навчався художній майстерності у відомому художньому центрі Нідерландів — Антверпені, але працював у Північній Італії.
З біографії митця відомо, що Лодовіко Поццосеррато прибув до Італії тільки 1573 року досить молодим художником і працював у дещо іншій манері. У Венеційську республіку Поццосеррато взагалі перебрався у 1582 році, коли моди змінилися. З цього можна зробити висновки, що автор картини це якийсь інший художник середини 16 століття.
У Флоренції також  працював Джусто Утенс, фламандський художник за походженням, що створив низку зображень садів у різних провінціях Тоскани, котрими володіла родина Медічі. Але сади Медічі у Тоскані мають місцевий, невенеційський тип розпланування і індивідуальний характер з помітною тенденцією розвитку від спрощеності до ускладненості.

## Провенанс
- Колекція Соммерс, до 1934 р.
- Colnaghi Ltd., London (as Bonifazio Veronese)
- Деніс Саттон, до 1960 р.